# White Horse (песня Криса Стэплтона)
«White Horse» — песня американского кантри-певца Криса Стэплтона. Она была выпущена в качестве ведущего сингла с его пятого студийного альбома Higher 21 июля 2023 года. Она была написана Стэплтоном и Дэном Уилсоном, а спродюсирована Дэйвом Коббом, Крисом и Морган Стэплтон.
На 66-й церемонии «Грэмми» песня победила в категориях Лучшая кантри-песня и Лучшее сольное кантри-исполнение.

## История
Крис Стэплтон так описал историю рождения песни, заявив через iHeart Country:
«White Horse» — это песня, которую я написал со своим другом Дэном Уилсоном. Мы были в Лос-Анджелесе, это был конец 2012-го, начало 2013-го, и там выходил фильм «Одинокий рейнджер», я зашел в комнату, чтобы написать с Дэном у него дома, и он сказал: «Эй, они ищут песни для этого фильма про Одинокого рейнджера». Я сказал: «Круто. Давай напишем что-нибудь. Что ты об этом знаешь?» Он: «Ну, на самом деле мы ничего не знаем». Я такой: «Ну, давай просто сочиним песню, которая могла бы звучать так же». И вот, в общем-то, из этого все и вышло, и мы заговорили о том, что было бы круто иметь что-то вроде рок-направленной песни на западную тематику, и вот из этого-то и получилась песня, которую мы построили вокруг гитарного риффа.

## Композиция
«White Horse» — это кантри-песня в стиле блюз-рок, с вступлением из риффов электрогитары и барабанных ударов. В песне Стэплтон говорит своей воображаемой партнерше, что ему нужно время, чтобы открыть ей свое сердце, и признается, что не готов стать тем мужчиной, которого она хочет, поэтому она должна подождать: «Если ты хочешь ковбоя на белом коне / Уносящегося в закат / Если это та любовь, которую ты хочешь ждать / Держись крепче, девочка, я еще не там». Однако он также желает, чтобы ситуация не была такой.

## Награды и номинации
| Организация                      | Год  | Категория                        | Результат |
| -------------------------------- | ---- | -------------------------------- | --------- |
| Grammy Awards                    | 2024 | Лучшая кантри-песня              | Победа    |
| Grammy Awards                    | 2024 | Лучшее сольное кантри-исполнение | Победа    |
| Country Music Association Awards | 2024 | Single of the Year               | Победа    |
| Country Music Association Awards | 2024 | Song of the Year                 | Победа    |

## Чарты
| Чарт (2023—2024)                        | Высшая позиция |
| --------------------------------------- | -------------- |
| Австралия Country Hot 50 (The Music)    | 6              |
| Канада (Billboard Canadian Hot 100)     | 14             |
| Канада (Billboard Country)              | 1              |
| Мир (Billboard Global 200)              | 76             |
| Новая Зеландия (RMNZ)                   | 18             |
| США (Billboard Hot 100)                 | 12             |
| США (Billboard Adult Alternative Songs) | 20             |
| США (Billboard Country Airplay) ·       | 2              |
| США (Billboard Hot Country Songs)       | 5              |

| Чарт (2023)                        | Позиция |
| ---------------------------------- | ------- |
| США, Hot Country Songs (Billboard) | 55      |

## Сертификации
| Регион                                                                      | Сертификация | Продажи   |
| --------------------------------------------------------------------------- | ------------ | --------- |
| США (RIAA)                                                                  | Платиновый   | 1 000 000 |
| Данные о продажах + прослушиваниях приведены только на основе сертификации. |              |           |